# Janko Bobetko
Janko Bobetko anhörenⓘ (* 10. Januar 1919 in Crnac, zu Sisak, Königreich der Serben, Kroaten und Slowenen; † 29. April 2003 in Zagreb, Kroatien) war ein General der Jugoslawischen Volksarmee und der Kroatischen Streitkräfte.

## Leben
Im Zweiten Weltkrieg war Bobetko ein Mitglied der Sisaker Partisanenabteilung, der ersten bewaffneten Partisanengruppe der antifaschistischen jugoslawischen Volksbefreiungsarmee, die den Kampf im besetzten Jugoslawien aufnahm.
Unter Tito stieg er später zum Brigadekommandeur auf und wurde in der Folgezeit des Krieges Leutnant und später General der Jugoslawischen Volksarmee. Bobetko war politischer Kommissar der 32. Division und der Brigade.
Bobetko war auch am Kroatischen Frühling beteiligt. Während des Kroatienkrieges wurde er Stožerni General („Stabsgeneral“) und war zwischen 1992 und 1995 im Rat der kroatischen Generäle. Er war Chef des Generalstabs der HV und Kommandeur der Südfront sowie des 5. Armee-Distriktes. Bobetko war als militärischer Führer beteiligt an der Schlacht um Dubrovnik, Operation Maslenica, Operation Čagalj, Operation Medak und Operation Blitz.
1995 schied Bobetko aus der Armee aus und wurde als Vertreter der HDZ ins kroatische Parlament gewählt. Sein Nachfolger als Generalstabschef war Zvonimir Červenko.

## Internationaler Strafgerichtshof für das ehemalige Jugoslawien
Bobetko ist mutmaßlich mitverantwortlich für Kriegsverbrechen während der Militäroperation Medak. Er wurde deshalb 2002 als Oberbefehlshaber der Militäroperation durch den Internationalen Strafgerichtshof für das ehemalige Jugoslawien angeklagt. Bobetko dementierte, Kriegsverbrechen begangen oder angeordnet zu haben. Die kroatische Regierung weigerte sich bis zu seinem Tod, den ehemaligen General auszuliefern.
Später wurde Janko Bobetko auch in der Anklageschrift des ICTY gegen Ante Gotovina, Mladen Markač und Ivan Čermak als Mitglied einer kriminellen Vereinigung bezeichnet, deren Ziel die dauerhafte Vertreibung der serbischen Bevölkerung aus dem Gebiet der Republik Serbische Krajina gewesen war.
Am 16. November 2012 beschloss die Berufungskammer mit 3:2-Mehrheitsentscheidung, dass die Beweise nicht ausreichten, um den von Gotovina und Markač befohlenen Beschuss der Städte als rechtswidrig anzusehen. Da die erstinstanzliche Verurteilung wegen Bildung einer kriminellen Vereinigung zur Vertreibung von Serben aus der Krajina auf der Unrechtmäßigkeit der Artillerieangriffe basiere und die Erstinstanz eine direkte Verwicklung in die Diskriminierungspolitik Kroatiens nicht festgestellt habe, sei der vorhergegangene Schuldspruch aufzuheben.

## Schriften
- Sve moje bitke [Alle meine Schlachten]. 1996.

## Auszeichnungen (Auswahl)
- Fürst-Domagoj-Orden mit Halsband (Kroatien), 1995
- Großorden des Königs Petar Krešimir IV. mit Schärpe und Morgenstern, 1995
- Orden des Kroatischen Dreiblatts, 1995
- Erinnerungsmedaille der heimatliche Dankbarkeit, 1996
- Orden des Ante Starčević, 1998